# Charles Oursel
Pour l’article homonyme, voir Oursel.
Charles Oursel, né le 2 mars 1876 à Saint-Philbert-sur-Risle et mort le 26 janvier 1967 à Cluny, est un historien et bibliothécaire français.

## Biographie
Ses parents sont normands. Il entre à l'École des chartes en 1895, où il obtient en 1899 le diplôme d'archiviste paléographe avec une thèse consacrée à "l'étude historique de la réforme en Normandie au temps de François Ier". Il est nommé, en juillet 1899, bibliothécaire-adjoint de la ville de Dijon. Il devient conservateur le 27 juillet 1904. Sa carrière se déroule en totalité à Dijon. Il quitte la bibliothèque en 1942, puis se retire à Cluny. À partir de 1926, il est également chargé de la bibliothèque de l'Université de Dijon. Il donne aussi, de 1920 à 1948, un cours d'histoire de l'art bourguignon à la Faculté des lettres de Dijon.
Membre du comité de l'Association des bibliothécaires français, dès sa fondation en 1906, et élu à la Commission supérieure des bibliothèques en 1909, il agit pour le développement des bibliothèques. Il rédige un rapport, résultant d'une enquête, et fait de nombreuses propositions (création d'un cadre unique pour les bibliothèques, organisation en réseau, réforme du dépôt légal...). Certaines d'entre elles sont reprises par la loi du 20 juillet 1931.
Il est président de la Société de l'École des chartes (1940-19141) et président d'honneur de l'Académie des sciences, arts et belles-lettres de Dijon.
Il se marie en 1906, puis se remarie, en 1911, après le décès de sa première épouse. Sa fille Madeleine et son fils Raymond seront eux aussi élèves de l'École des chartes.
Il est conseiller municipal de Dijon de 1947 à 1959.

## Distinctions

### Décoration
- Chevalier de la Légion d'honneur

### Hommage
Une rue au Sud de la ville porte son nom.

## Publications
Deux domaines principaux font l'objet de ses travaux : l'architecture religieuse médiévale en Bourgogne, et la miniature cistercienne.

### L'art en Bourgogne
Deux ouvrages complémentaires sont essentiels : "l'art roman de Bourgogne" qui paraît en 1928 (préfacier : Arthur Kingsley Porter), montre la variété qui existe dans ce qu'on appelle "l'école bourguignonne", et "l'art de Bourgogne". Cette œuvre est particulièrement remarquée notamment par Lucien Febvre qui écrit "Nous avons désormais un remarquable corpus de l'architecture, de la sculpture et de la peinture bourguignonne à travers les âges. Les photographies sont le plus souvent excellentes et rajeunissent notre vision des monuments ; groupées avec un art réfléchi et une science authentique, on en compte plus de 250 et on peut dire que toutes les pièces de choix de l'art bourguignon se trouvent ainsi réunies sous nos yeux. Réunies et commentées, car Ch. Oursel a écrit les plus exactes notices sous forme de présentation continue des diverses époques, et composé ainsi une histoire générale de l'art en Bourgogne parfaitement à jour, neuve, vivante et originale".
Lorsque le livre est réédité en 1953 l'accueil est aussi élogieux, par Francis Salet "aucune entreprise ne mérite, certes, plus de louanges que celle-ci. Une histoire de l'art bourguignon, œuvre de l'éminent spécialiste qu'est notre confrère M. Charles Oursel, ne pouvait que susciter l'intérêt de tous les amateurs d'art. En fait, l'ouvrage comble une lacune, car une pareille synthèse, embrassant l'activité bourguignonne depuis l'époque romaine jusqu'à nos jours, n'avait jamais été tentée. La réussite est complète : une présentation très soignée, une illustration de premier ordre, judicieusement groupée par grandes planches au milieu".

### La miniature cistercienne
- Les manuscrits à miniatures de la bibliothèque de Dijon (1924)
- La miniature du XIIe siècle à l'abbaye de Cîteaux d'après les manuscrits de la Bibliothèque de Dijon :cet ouvrage, publié chez L. Venot à Dijon en 1926, constitue une révélation sur un style de miniatures original qui a depuis été étudié par Yolanta Zaluska[6] et Philippe Auberger[7], notamment. Marcel Aubert[8] salue cette publication : "C'est une joie de feuilleter ces reproductions. Ces manuscrits dont dix-sept sont encore conservés à la bibliothèque de Dijon, ont été enluminés entre 1109 et 1125 sur ordre d'Etienne Harding et peut-être sous sa direction… ".
- Sa dernière étude, publiée en 1966, portait sur l'abbé Etienne Harding qui a ordonné la confection de ces beaux manuscrits.

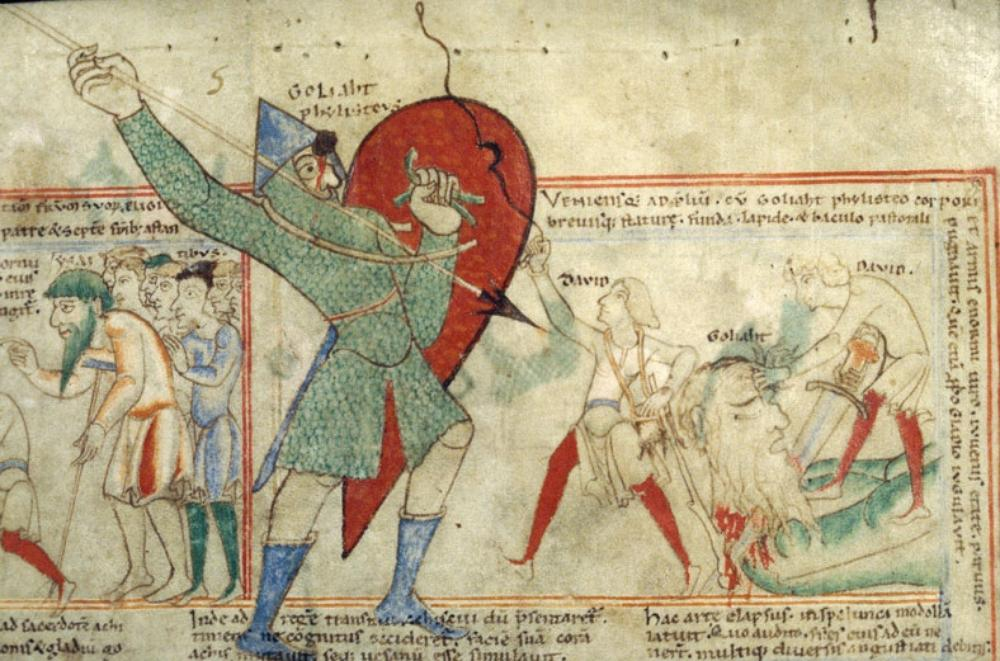
Bible d'Etienne Harding, David et Goliath, Bibliothèque municipale de Dijon
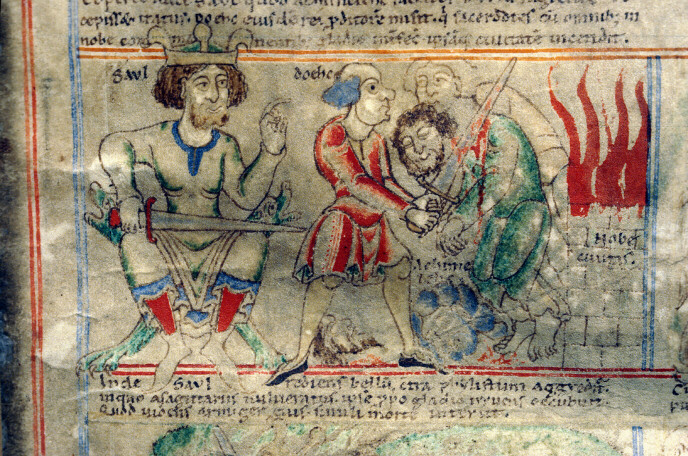
Bible d'Etienne Harding, incendie de la ville de Nob, Bibliothèque municipale de Dijon
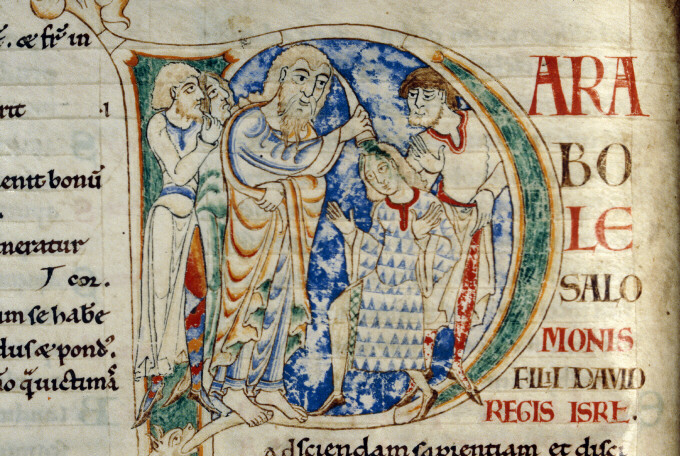
Bible d'Etienne Harding, onction de Salomon, Bibliothèque municipale de Dijon

### Autres publications
- Notes pour servir à l'histoire de la Réforme en Normandie au temps de François Ier principalement dans le diocèse de Rouen[9]
- Les Tabourot architectes : une famille d'artistes bourguignons, en collaboration avec Marcel Mayer, 1907
- Topographie historique de Dijon, le quartier des Tanneries (1907)
- Visages de la Bourgogne, collaboration avec Pierre Quarré et Pierre de Saint Jacob 1942
- L'Église Notre-Dame de Dijon, 1938
- Deux artistes dijonnais du XVIe siècle : Nicolas de La Cour, Jean Damotte (1907)
- Contribution à l'histoire de la bibliothèque publique de Dijon, documents sur le droit de propriété et de possession des bibliothèques publiques de France (1902).